# Sanshandao (sockenhuvudort i Kina, Shandong Sheng, lat 37,41, long 119,95)
Sanshandao (kinesiska: 三山岛, 三山岛街道) är en sockenhuvudort i Kina. Den ligger i provinsen Shandong, i den östra delen av landet, omkring 280 kilometer öster om provinshuvudstaden Jinan. Antalet invånare är 70 388. Befolkningen består av 34 313 kvinnor och 36 075 män. Barn under 15 år utgör 8,0 %, vuxna 15-64 år 75 %, och äldre över 65 år 15,0 %.
Runt Sanshandao är det tätbefolkat, med 613 invånare per kvadratkilometer. Sanshandao är det största samhället i trakten. Trakten runt Sanshandao består till största delen av jordbruksmark.
Genomsnittlig årsnederbörd är 801 millimeter. Den regnigaste månaden är juli, med i genomsnitt 317 mm nederbörd, och den torraste är januari, med 11 mm nederbörd.